# Crinia sloanei
Crinia sloanei (tên tiếng Anh: Sloane's Froglet) là một loài ếch thuộc họ Myobatrachidae.
Đây là loài đặc hữu của Úc.
Môi trường sống tự nhiên của chúng là đồng cỏ nhiệt đới hoặc cận nhiệt đới vùng ngập nước hoặc lụt theo mùa và đầm nước ngọt có nước theo mùa.